# Публій Мелій Капітолін
Пу́блій Ме́лій Капітолі́н (лат. Publius Maelius Capitolinus; V — IV століття до н. е.) — політичний, державний та військовий діяч Римської республіки, військовий трибун з консульською владою 400 і 396 років до н. е.

## Біографічні відомості
Походив з патриціанського роду Меліїв. Про батьків, дитячі роки відомостей немає. 
Його було обрано військовим трибуном з консульською владою на 400 рік до н. е. разом з Луцієм Тітінієм Пансою Сакком, Публієм Манлієм Вульсоном, Публієм Ліцинієм Кальвом Есквіліном, Спурієм Фурієм Медулліном і Луцієм Публілієм Філоном Вульском в ході запеклої боротьби за доступ плебеїв в цю колегію. Того року римська армія відбила Анксур у вольськів.
396 року його вдруге було обрано військовим трибуном з консульською владою разом з Публієм Ліцинієм Кальвом Есквіліном, який через поважний вік попросив, аби обрали його сина, Гнеєм Генуцієм Авгуріном, Луцієм Атілієм Пріском і Квінтом Манлієм Вульсоном Капітоліном. Продовжувалась облога Вейї, а Луцій Тітіній разом з Гнеєм Генуцієм Авгуріном виступили проти фалісків і капенів, але потрапили в засідку. Гней Генуцій загинув, а Луцію Тітінію вдалося втекти. Звістка про загибель римської армії збурила Рим, а солдати, що облягали Вейї, були в паніці, деякі з них втекли. Через це сенат призначив диктатором Марка Фурія Камілла, який швидко повернув вояків і зрештою взяв Вейї. Про безпосередню діяльність Публія Мелія під час обох каденцій відомостей немає. 
З того часу про подальшу долю Публія Мелія Капітоліна відомостей немає.